# Guusje ter Horst
Guus (Guusje) ter Horst (Deventer, 22 maart 1952) is een Nederlandse politica en bestuurder. Van 22 februari 2007 tot 20 februari 2010 was zij minister van Binnenlandse Zaken en Koninkrijksrelaties in het kabinet-Balkenende IV. Eerder was ze burgemeester van Nijmegen. Na haar ministerschap was zij korte tijd voorzitter van de HBO-raad. Van 7 juni 2011 tot 9 juni 2015 was zij lid van de Eerste Kamer. Ter Horst is lid van de Partij van de Arbeid.

## Loopbaan
Ter Horst volgde het gymnasium aan het Tweede Vrijzinnig-Christelijk Lyceum in Den Haag. Daarna studeerde zij psychologie aan de Universiteit van Amsterdam. In 1984 promoveerde zij daar in de sociale wetenschappen op de vraag hoe mensen die nooit naar de tandarts gaan, toch daartoe kunnen worden bewogen. Van 1986 tot 1994 was zij universitair hoofddocent bij de vakgroep Sociale Tandheelkunde, subfaculteit Tandheelkunde van de Universiteit van Amsterdam, later het Academisch Centrum Tandheelkunde Amsterdam (ACTA).
Ter Horst werd in 1984 lid van de PvdA. Van 1986 tot 1992 zat zij in de Amsterdamse gemeenteraad. Daarna was ze voorzitter van de universiteitsraad van de Universiteit van Amsterdam.
In 1994 werd ze in Amsterdam benoemd tot wethouder, met in haar portefeuille openbare ruimte, bedrijven, personeelszaken, monumentenzorg en gezondheidszorg. Ze initieerde een grootscheepse en gefaseerde renovatie van de stad, die thans nog in uitvoering is. Haar beleid werd vooral vanuit de homobeweging bekritiseerd, ze werd "Guusje tegen" genoemd omdat ze "tegen kermis op de Dam, tegen haringkarren op bruggen, tegen het culinair festijn op het Amstelveld en tegen winkelopenstelling op zondag" was.

### Burgemeesterschap
Op 15 april 2001 werd Ter Horst benoemd tot burgemeester van Nijmegen. Als burgemeester verhuisde zij elk jaar naar een andere wijk om heel de stad goed te leren kennen.
In augustus 2006 kwam in het nieuws dat zij een maand eerder was betrapt op rijden onder invloed. Bij een alcoholcontrole tijdens de Vierdaagsefeesten was een promillage van 0,57 gemeten, 0,07 boven de maximaal toegestane 0,5 promille. Zij kreeg hiervoor een rijontzegging van een uur en een bekeuring van 220 euro opgelegd. Het dossier werd door de commissaris van politie afgeschermd. Het incident kwam een maand later in de openbaarheid toen Omroep Gelderland het ontdekte. Ter Horst had wel zelf al eerder de commissaris van de Koningin van Gelderland, de wethouders en de fractievoorzitters op de hoogte gebracht. Deze waren van mening dat de overtreding geen politieke consequenties hoefde te hebben voor de burgemeester.
Ter Horst had al in 2006 bekendgemaakt per 1 januari 2007 te willen stoppen als burgemeester. Zij werd op 8 januari 2007 opgevolgd door Thom de Graaf (D66).

### Ministerschap
In het vierde kabinet-Balkenende was Ter Horst minister van Binnenlandse Zaken en Koninkrijksrelaties.
Begin maart 2009 kwam de bewindsvrouwe in het nieuws nadat zij de benoeming van een nieuwe korpschef in Zuid-Holland had geblokkeerd omdat ze niet opnieuw een blanke man in de Nederlandse politietop wilde. In februari 2010 was er wederom aandacht voor Ter Horst in de vorm van de Big Brother Awards. De bewindsvrouw 'won' de prijs in de categorie Personen voor haar gebrek aan nuance in het privacydebat. Daarnaast kreeg de nieuwe vingerafdrukdatabank de prijs in de categorie Overheid. Deze databank is onder Ter Horst tot stand gekomen.
Na in februari 2010 met haar PvdA-collega's uit het kabinet-Balkenende IV te zijn gestapt, gaf Ter Horst aan niet op de kandidatenlijst te willen voor de Tweede Kamerverkiezingen van 2010. "De Tweede Kamer is niet mijn ding".

### Eerste Kamer
Op 7 juni 2011 werd Ter Horst lid van de Eerste Kamer. Na het opstappen van voorzitter Fred de Graaf stelde Ter Horst zich in juni 2013 kandidaat om Eerste Kamervoorzitter te worden. Ze werd derde achter partijgenoot Marijke Linthorst. Voorzitter werd de VVD'er Ankie Broekers-Knol.
Op 16 december 2014 stemde Ter Horst samen met collega PvdA-Eerste Kamerleden Marijke Linthorst en Adri Duivesteijn tegen een voorstel van minister van Volksgezondheid Edith Schippers om de vrije artsenkeuze (artikel 13) uit de Zorgverzekeringswet te schrappen. Hierop volgde een kabinetscrisis in het kabinet-Rutte II.
Ter Horst verliet de Eerste Kamer op 8 juni 2015.

## Overige functies
- In 2006 was ter Horst voorzitter van de Libris literatuurprijs, die ze uit mocht reiken aan K. Schippers voor zijn boek Waar was je nou?
- Vanaf oktober 2006 was zij voorzitter van ZonMW. Een functie voor ongeveer één dag per week.[6] En van korte duur, daar zij in februari 2007 minister werd. Ze is in 2020 nog voorzitter van de begeleidscommissie van het programma TopZorg van ZonMW.[7]
- Van 1 januari 2011 tot 1 februari 2012 was ze voorzitter van de HBO-raad, als opvolger van Doekle Terpstra.
- Van 11 juli 2011 tot 2019[8] was Ter Horst voorzitter van de Raad van Toezicht van het Nederlands Instituut voor Beeld en Geluid in Hilversum.
- Vanaf 1 januari 2013 tot eind 2020 is ze lid van de Raad van Commissarissen van Shell Nederland.
- Sinds oktober 2014 is Ter Horst lid van de Raad van Toezicht van de Amsterdamse Hogeschool voor de Kunsten.[9]
- Van december 2014 tot november 2018 was Ter Horst voorzitter van het Koninklijk Nederlands Genootschap voor Fysiotherapie (KNGF), de beroepsvereniging voor fysiotherapeuten.[10][11]
- Van 2012 tot 2020 vice-voorzitter Raad van Commissarissen woningbouwcorporatie de Key
- Sinds 2015 is Ter Horst vice-voorzitter van de Raad van Toezicht van de Consumentenbond.[12]
- Sinds december 2020 is ze voorzitter Sectorraad Paarden (SRP)
- Sinds april 2021 lid bestuur Vereniging Vrienden Amsterdamse Binnenstad (VVAB)
- Sinds december 2021 is ze lid van de Raad van Toezicht van Omroep ZWART
- Vanaf 2023 was ze bestuurlijk aanjager 'Doe onbeperkt mee' bij het ministerie van VWS. Bij het aantreden van het kabinet-Schoof in juli 2024 stopte ze daarmee, omdat ze niet wilde samenwerken met PVV'ers. Staatssecretaris Vicky Maeijer (PVV) was verantwoordelijk voor het onderwerp 'mensen met een beperking'.[13][14]

- International Standard Name Identifier: 0000 0003 9000 6934
- Nederlandse Thesaurus van Auteursnamen: 234811889
- Parlement.com: vhia2qep40ni
- Virtual International Authority File: 283512566
- WorldCat: E39PBJcrdgfPPpc9ymrd4rCJDq